# 본인-대리인 문제
본인-대리인 문제 또는 주인-대리인 문제(Principal-agent problem)는 본인(principal)과 대리인(agents) 사이에서 정보 비대칭 때문에 발생하는 문제를 말한다. 간단히 대리인 문제 또는 대리인 딜레마(agency dilemma)라고도 한다.
1976년 하버드 경영대학원의 마이클 젠슨(Michael C. Jensen)과 로체스터 대학교의 윌리엄 멕클링(William Meckling)에 의해 처음 제기되었다.

## 대리인 문제
개인 또는 집단이 의사 결정 과정을 다른 사람에게 위임할 때 대리인 관계가 성립된다. 대리인 관계가 성공적으로 유지되기 위해서는 주인이 대리인에게 적절한 보상을 지급해야 하고, 대리인의 노력으로 인한 경제적 결과를 정확히 평가할 수 있어야 한다. 그러나 대부분의 대리인 관계는 불확실한 미래 상황을 대상으로 할 뿐만 아니라, 주인이 대리인을 완벽하게 감시한다는 것은 현실적으로 불가능하다. 여기서 정보 비대칭 문제가 발생하고, 대리인은 자기 나름대로의 이해관계를 가지기 때문에 주인의 이해관계에 반하는 행동을 할 수 있다. 이로 인해 역선택의 문제, 도덕적 해이, 무임승차자 문제 등이 발생한다.
대리인 문제는 모든 계약 관계에서 나타날 수 있으며, 그 대표적인 예로 전문경영인과 주주의 관계를 들 수 있다. 이러한 대리인 문제가 발생한 대표적인 사례로 엔론과 월드컴(MCI Inc.)의 회계부정 사건을 들 수 있다. 이는 전문경영인이 자신의 자리를 유지하고 급여를 더 받기 위해 실적을 과대포장해 일어난 사건이다. 이를 극복하기 위해 발전해 온 제도가 전문경영인을 감시하기 위한 사외이사제도와 전문경영인의 이해를 주주의 이해와 일치시켜 전문경영인에게 동기를 부여하려는 스톡 옵션 제도이다.
대리인 문제는 정보경제학의 주된 연구 과제 중 하나이다. 실제 고용자-피고용자의 관계가 아니더라도 본인-대리인 문제와 비슷한 접근방식으로 문제를 해결할 수 있다.

## 대리인 비용
대리인 문제를 해결하기 위해서 드는 비용을 대리인 비용이라고 한다.
젠센과 맥클링은 대리인 비용을 세 가지로 구분하는데, 이는 다음과 같다.
① 확증비용(bonding cost)은 대리인이 주인의 이해에 상반되는 행동을 하고 있지 않음을 증명하는 과정에서 발생하는 비용이다.
② 감시비용(monitoring cost)은 주인이 대리인을 감시하는 데에 드는 비용이다.
③ 잔여손실(residual cost)은 확증비용과 감시비용이 지출되었음에도 대리인 때문에 발생한 비용이다.

## 같이 보기
- 계약
- 위임
- 대리
- 도덕적 해이
- 역선택
- 무임승차자 문제

## 주해
1. ↑  주인 또는 위임자라고도 한다.